# مومو دبوز
محمد دبوز (بالفرنسية: Momo Debbouze)‏ المولود سنة 1976 بباريس، ممثل كوميدي فرنسي ذو أصول مغربية من مدينة تازة شمال المغرب، هو أخ الفكاهي و الممثل جمال دبوز.

## روابط خارجية
- مومو دبوز على موقع IMDb (الإنجليزية)
- مومو دبوز على موقع قاعدة بيانات الأفلام العربية
- مومو دبوز على موقع ألو سيني (الفرنسية)
- مومو دبوز على موقع ألو سيني (الفرنسية)
- مومو دبوز على موقع قاعدة بيانات الفيلم (الإنجليزية)